# Faramea aristata
Faramea aristata är en måreväxtart som beskrevs av Johannes Müller Argoviensis. Faramea aristata ingår i släktet Faramea och familjen måreväxter. Inga underarter finns listade i Catalogue of Life.